# Tête du Christ (Rembrandt)
Pour les articles homonymes, voir Tête du Christ.
Tête du Christ est une peinture à l'huile sur panneau de chêne (25 × 21,7 cm) réalisée en 1648 par Rembrandt et conservé à la Gemäldegalerie (Berlin).
Rembrandt a représenté Jésus-Christ d'après un modèle juif. Ce tableau marque ainsi un tournant dans le regard de Rembrandt sur le judaïsme et les Juifs.

## Histoire
Il existe une douzaine de versions de cette Tête du Christ, aujourd'hui dispersées entre divers musées et collections privées, mais seul le panneau qui se trouve actuellement à la Gemäldegalerie de Berlin est reconnu par le Rembrandt Research Project pour être de la main de Rembrandt et non pas de ses disciples.
Au cours du XIXe siècle, on a supposé que ces têtes similaires étaient basées sur un « modèle juif », ce qui a conduit certains à supposer que Rembrandt lui-même était juif, puisqu'il vivait dans le Jodenbreestraat qui était considéré comme le quartier juif d'Amsterdam. Ces têtes dans des poses variées ont peut-être été créées comme objets de dévotion.
L'œuvre provient de la collection du collectionneur d'art britannique John Henderson à Londres. L'œuvre est vendue aux enchères chez Christie's à Londres en février 1882 sous le nom de Tête d'homme aux cheveux longs, en robe brune. En 1893, elle appartient au marchand d'art Charles Sedelmeyer à Paris et plus tard à Rodolphe Kann, également à Paris. Lorsque Kann meurt en 1905, ses héritiers doivent attendre deux ans pour éviter d'avoir à payer les droits de succession. En 1907, ils vendent toute la collection Kann au marchand d'art Duveen Brothers. Cette année-là, le tableau est acquis par Martin Bromberg à Hambourg. Lui et sa femme en font don au Kaiser-Fiedrich-Museum (aujourd'hui Bode-Museum) à Berlin la même année.
Pendant la Seconde Guerre mondiale, le tableau est conservé dans un coffre-fort avec la plupart des peintures qui se trouvent au musée Kaiser Friedrich. Avant la bataille de Berlin, entre le 11 mars et le 7 avril 1945, toute la collection est transférée vers un grand complexe minier à Merkers, Hämbach et Kaiseroda en Thuringe. Peu de temps après, les œuvres d'art sont découvertes par les Américains et confisquées par eux, puis transférées le 17 avril 1945, à la Reichsbank de Francfort-sur-le-Main. Du 20 au 31 août, les œuvres sont temporairement retirées de la Reichsbank et conservées au Central Art Collecting Point Wiesbaden, situé au Landesmuseum Wiesbaden.  Le 20 avril 1949, l'œuvre est transférée par les Américains à l'État de Hesse et le 11 janvier 1956 au gouvernement de Berlin-Ouest, après quoi le retour des œuvres d'art de Wiesbaden à Berlin commence. Le tableau est remis à la Gemäldegalerie de Berlin-Dahlem et rejoint ainsi dans la collection de la Gemäldegalerie. 
Le 12 décembre 1959, le tableau, dont la valeur est estimée à 250 000 marks, est volé par un visiteur pendant les heures d'ouverture. Le conseil d'administration de l'Ehemalige Staatliche Museen zu Berlin offre une récompense de 10 000 marks. Grâce à une dénonciation anonyme, l'œuvre est retrouvée deux ans plus tard, le 22 octobre 1961, dans une consigne à bagages de la Braunschweig Hauptbahnhof.
Le tableau est présent dans la plupart des catalogues de Rembrandt du XXe siècle, n'ayant que récemment reçu son statut exclusif de seul exemplaire survivant de la main du maître dans le catalogue du RRP. Il reste cependant lié à l'atelier de Rembrandt et est regroupé avec toutes les autres versions. Il a été inclus dans l'exposition 2011 Rembrandt et le Visage de Jésus qui s'est tenue au Philadelphia Museum of Art, Detroit Institute of Arts et au musée du louvre, cat. Non. 35.

## Description
Cette peinture a été décrite par Cornelis Hofstede de Groot en 1914 :

« 158. TÊTE DU CHRIST. B.-HdG. 413. Tourné aux trois quarts à gauche. La tête est légèrement inclinée. De longues boucles sombres et une courte barbe pleine. Dans un manteau brun rougeâtre. Demi-longueur, sans les mains, environ la moitié de la taille de la vie. Peint vers 1656-58. Panneau de chêne, 10 pouces par 8 pouces. Cité par Michel, pp. 451, 443, 563 [270, 343, 435]. Vente. John Henderson, Londres, 13 février 1882. Dans la collection Rodolphe Kann, Paris, catalogue 1907, p. 72; acheté dans son ensemble en 1907 par les marchands Duveen Brothers . Au Kaiser Friedrich Museum, Berlin, catalogue de 1911, n° 811C ; présenté par Herr et Frau Martin Bromberg de Hambourg. »

Le Fils de Dieu est représenté de trois-quarts. La tête est légèrement inclinée et tournée vers la gauche et, avec le regard détourné du spectateur, figure la dévotion, perdu dans ses pensées. La peinture est appliquée finement dans les zones sombres de la peinture, tandis que dans les zones claires du visage, elle est appliquée en impasto, favorisant l'impression d'immédiateté du modèle et soulignant la fonction d'étude de la peinture. Malgré le travail sur le modèle, la figure aux cheveux noirs et longs, au regard pondéré et aux traits réguliers du visage, montre encore des éléments de la représentation traditionnellement répandue du Christ.

## Datation
Le support de la peinture est un panneau de chêne. Il est issu de la même souche que celui de l'Autoportrait de Rembrandt au musée des Beaux-Arts de Leipzig, comme l'ont montré des études dendrochronologiques. En conséquence, le tableau peut avoir été peint en 1645 au plus tôt et 1648 au plus tard.

## Contexte

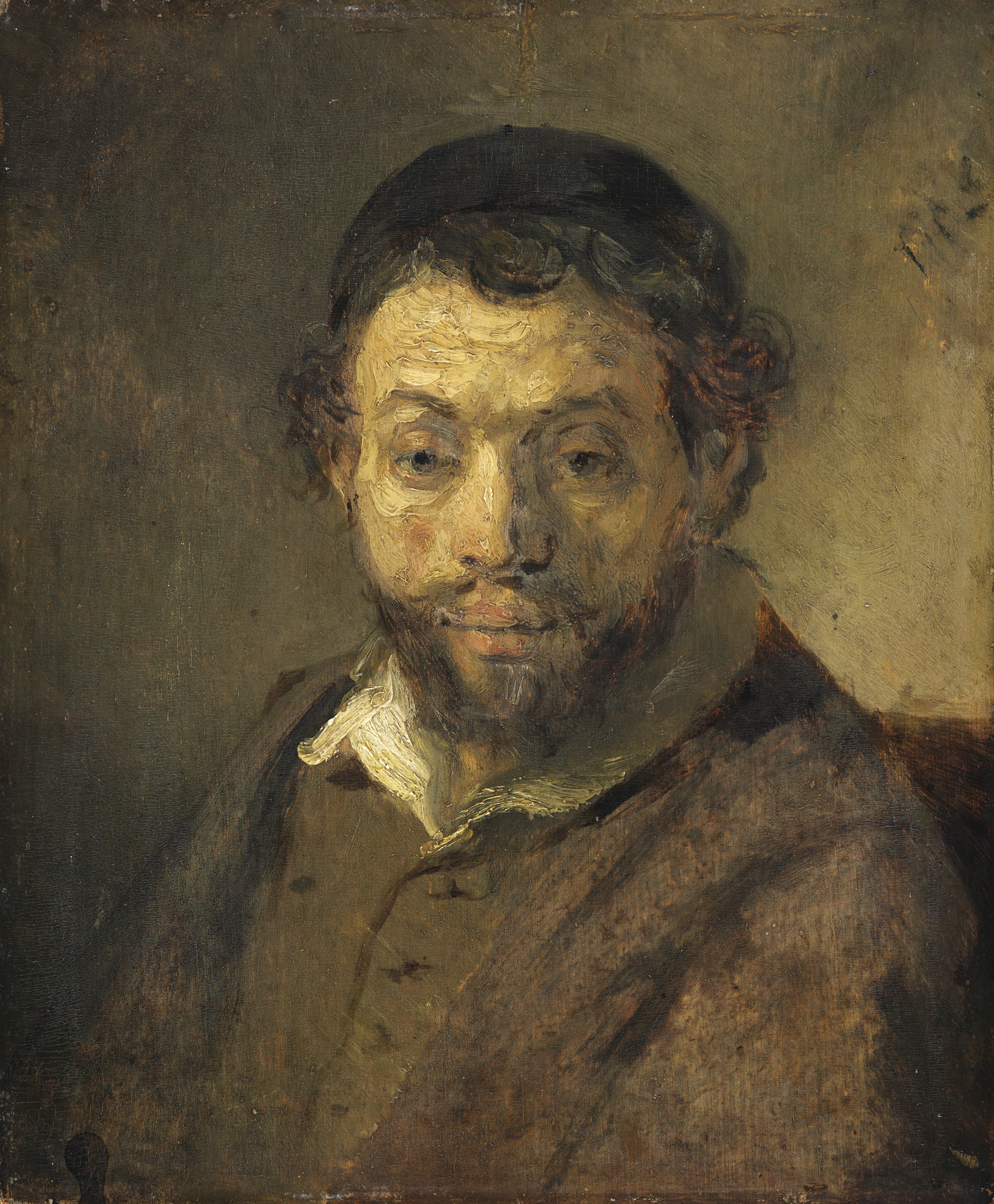
Portrait d'un jeune juif, 1648, Gemäldegalerie Berlin.

À la fin des années 1640 et au début des années 1650, Rembrandt étudie la physiognomonie des modèles juifs. La population juive d'Amsterdam a augmenté après son exil de la péninsule Ibérique à la suite de la défaite des Maures tolérants sur les questions religieuses. Les Juifs ne sont pas tenus de porter des marques d'identification et ne sont soumis qu'à quelques restrictions. Ils se sont intégrés à l'économie et portent des vêtements hollandais. Seule la langue espagnole ou portugaise demeure un trait distinctif typique. Jusque-là, Rembrandt n'avait utilisé des traits physiques associés aux Juifs que dans des représentations avec des connotations négatives, où il renforçait les traits du visage traditionnellement représentés, par exemple, dans la représentation des grands prêtres crédités de la responsabilité de la mort du Christ. Au fur et à mesure que la connaissance de Rembrandt des Juifs de son quartier s'accroit, sa relation avec eux change, de sorte qu'il peint désormais également le Christ d'après un modèle juif. Cela se reflète également dans les peintures et gravures d'histoire ultérieures, lorsqu'il rend également les traits du visage des disciples de Jésus plus réalistes.
Rembrandt a fait plusieurs études de portraits de Jésus. Ainsi, pour l'année 1656, deux têtes de Jésus qui lui sont attribuées sont documentées en sa possession. En termes de coup de pinceau et de taille, le tableau de Berlin présente également de grandes similitudes avec le Portrait d'un jeune Juif, également peint vers 1648 et en possession de la Gemäldegalerie. L'autographe de l'œuvre est reconnu. Cependant, il a parfois été remis en question, par Jan Kelch notamment, qui était directeur de la Gemäldegalerie. Après de plus amples recherches, cependant, il a été convaincu qu'il s'agissait d'un tableau réalisé par Rembrandt lui-même.

## Galerie

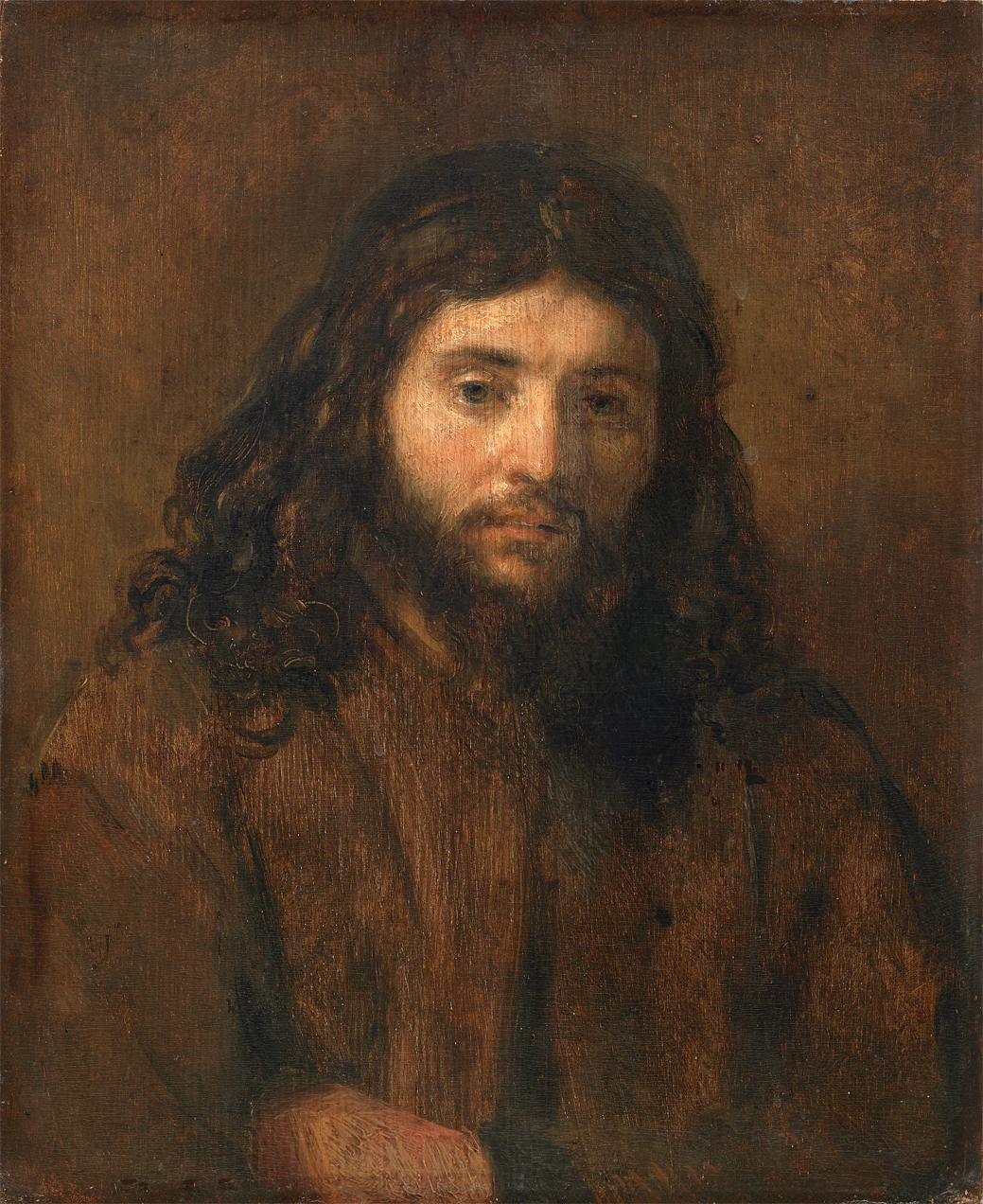
Musée Bredius.
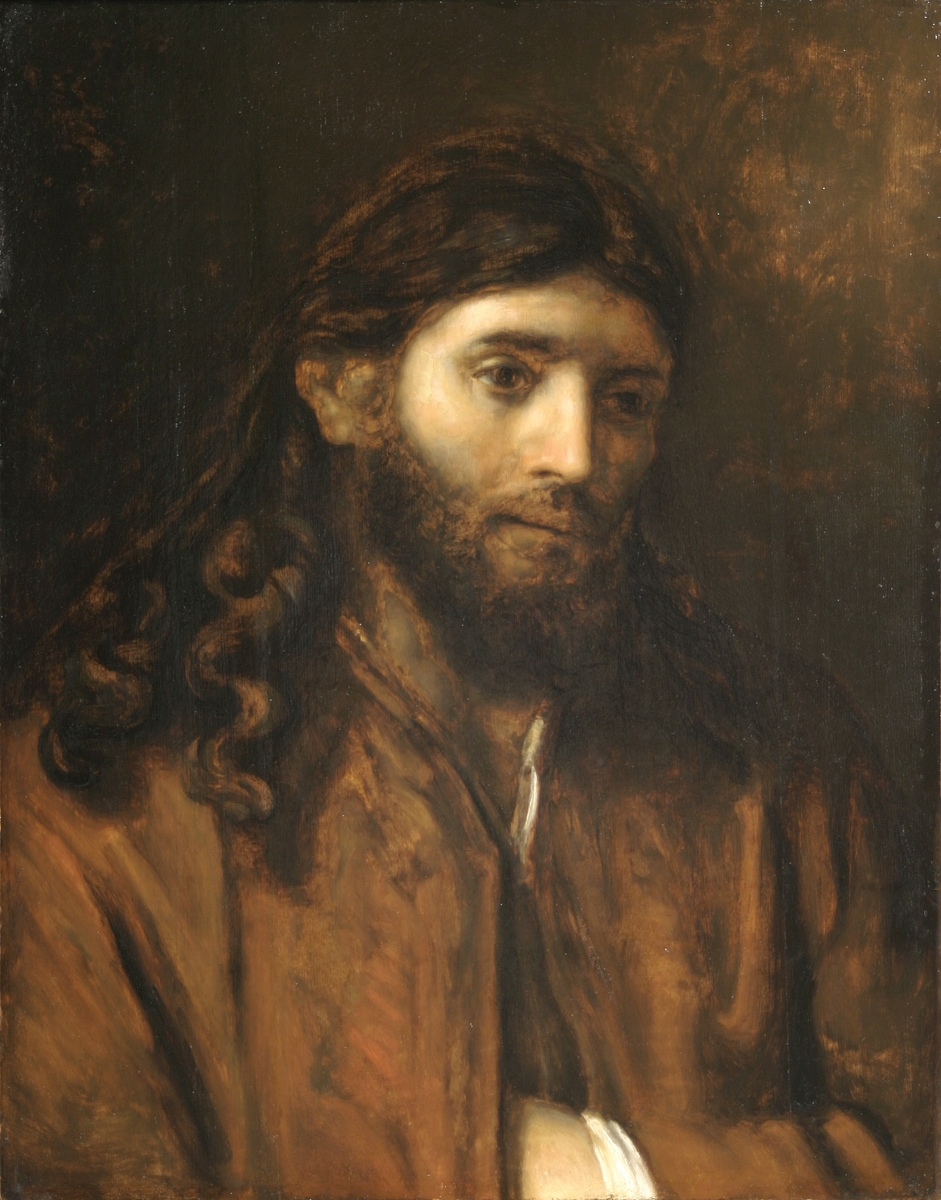
Brigham Young University Museum of Art (en).
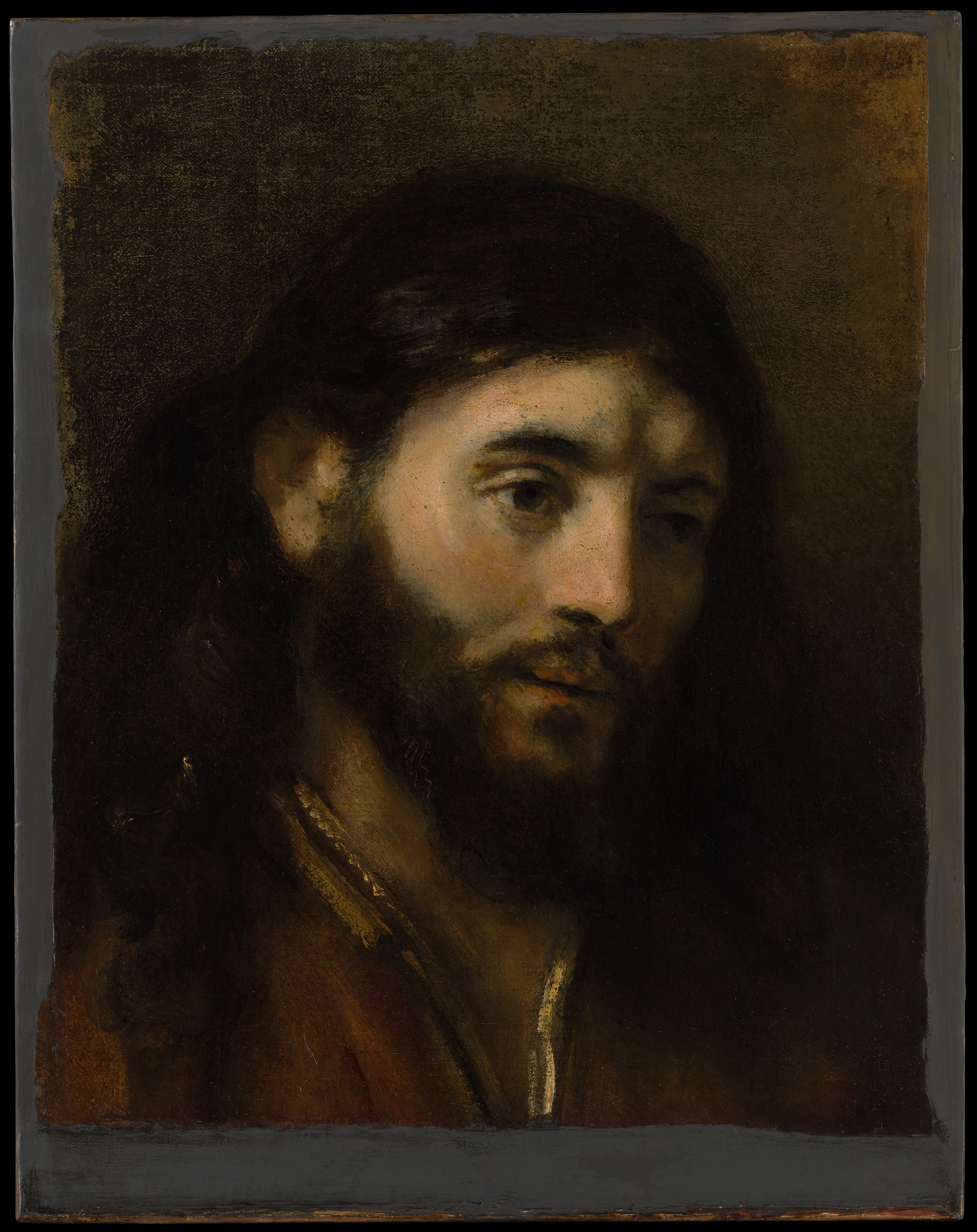
Metropolitan Museum of Art.
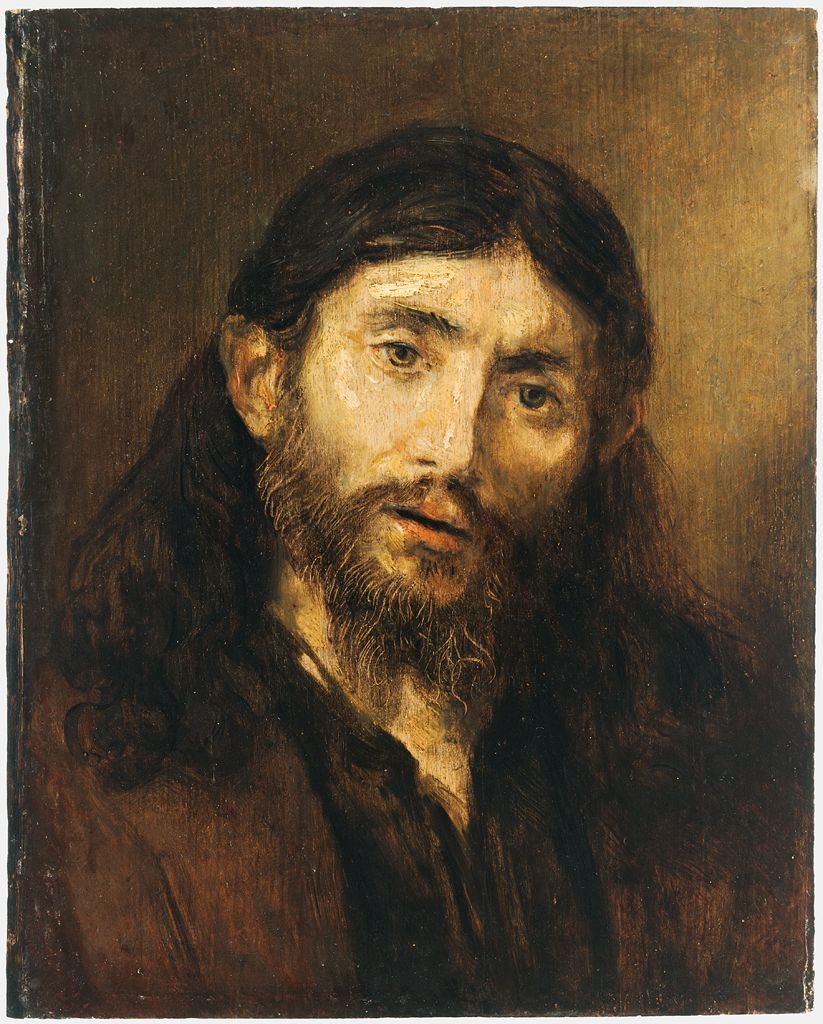
Fogg Art Museum.
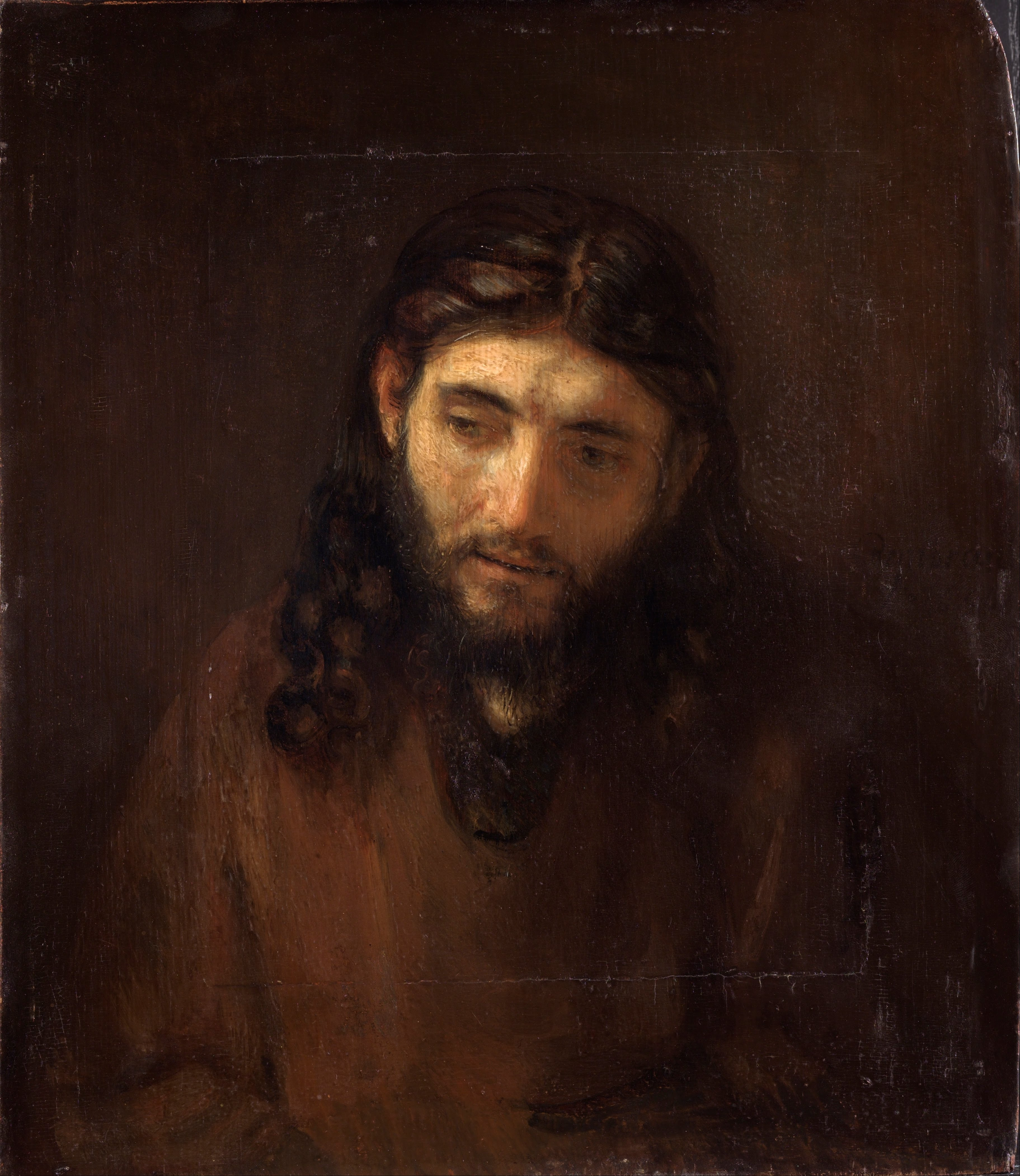
Philadelphia Museum of Art.
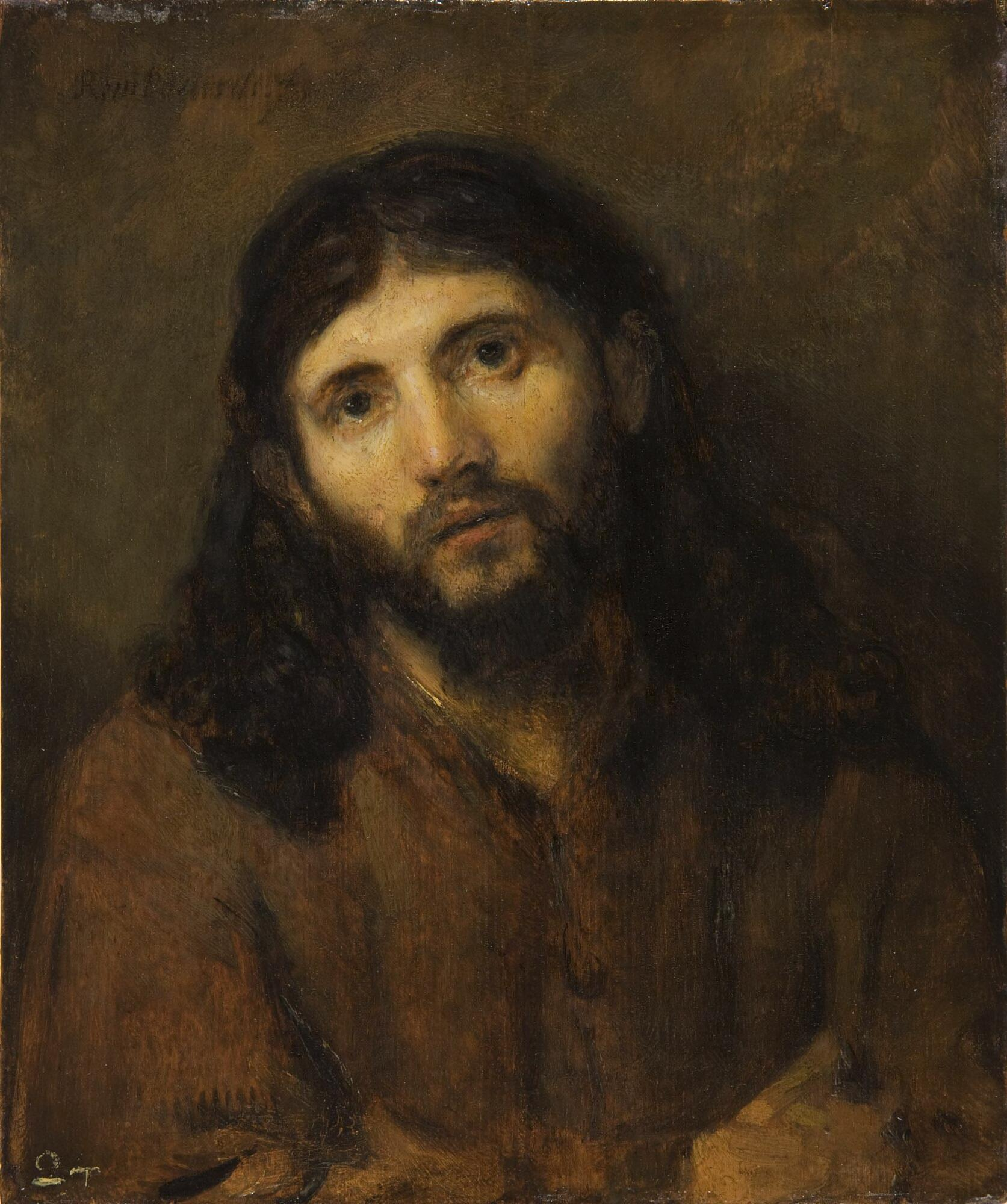
Detroit Institute of Art.
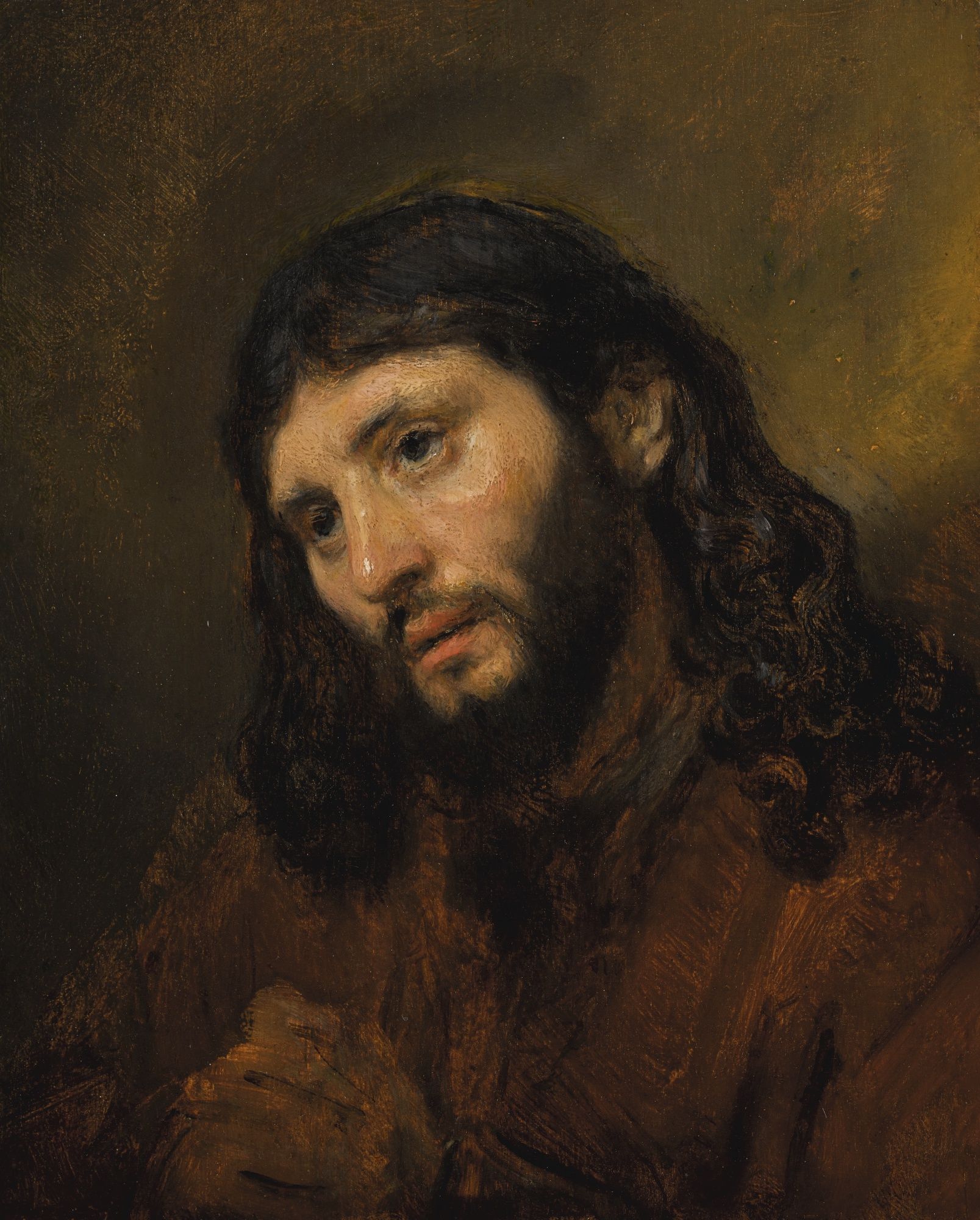
Collection privée.
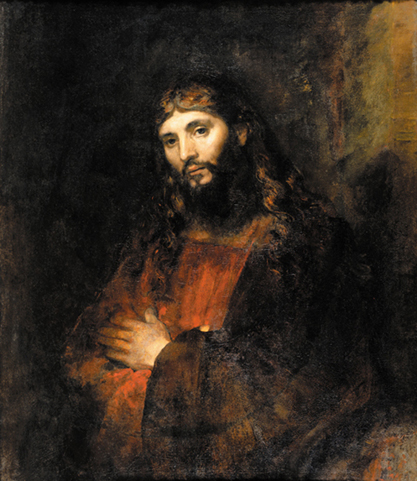
The Hyde Collection (en).